# Стојадин Павловић
Стојадин Павловић (1881 — 1939) је био српски и југословенски политичар.

## Биографија
Родио се 1881. године у селу Црљенцу. Основну школу је завршио у свом родном селу. Војску је служио у Београду као коњаник у гарди. За време Мајског преврата 1903. године радио је као писар у команди чете код поручника Милутина Жупањевца. Након убиства краља Александра Обреновића активно учествује у рад Пашићеве Народне радикалне странке (НРС). Убрзо постаје предстедник Среског одбора НРС-а за срез Млавски, на ком месту остаје две деценије. После првих избора у Краљевини Срба, Хрвата и Словенаца 1925. године постаје народни посланик и један од секретара Народне скупштине. Носилац је листе за округ Пожаревачки на изборима 1926. године. Његовом заслугом је направљена амбуланта 1926. године у Црљенцу.
Стојадин губи на изборима 1929. године од посланика демократске странке Младена Милошевића из Старчева. На председничким изборима за председника општине Петровац 1935. године, побеђује и постаје предстедник општине, у два наврата. У време пред Други светски рат, 1938. године добија последњи мандат.
Умро је као посланик 1939. године у Београду.